# Wayne Peet
Wayne Edward Peet (* 12. Juni 1954 in Dallas, Texas) ist ein US-amerikanischer Musiker (Piano und Orgel), Arrangeur, Komponist und Musikproduzent, der vor allem in der Jazzszene der amerikanischen Westküste aktiv ist.

## Leben und Wirken
Peet begann mit sieben Jahren Klavier zu spielen; erste Auftritte hatte er während seiner Jugendzeit in Kirchen von Washington, Oregon, Idaho und Kalifornien. Anfangs spielte er auch noch Posaune. Nach dem Besuch des Westmont College (1973–1977) gehörte er mit John Rapson zu den Gründungsmitgliedern des Frobisher Hall Art Ensemble. 1978 zog er nach Los Angeles, wo anfangs mit John Rapson spielte, dann arbeitete er in den 1980er Jahren mit Alex Cline, Nels Cline, Vinny Golia und Steuart Liebig; Aufnahmen entstanden in dieser Zeit für Golias Label Nine Winds. Daneben war Peet als Komponist für Film- und Fernsehproduktionen tätig; außerdem arbeitete als Produzent und Toningenieur für die Label Nine Winds, pfMentum, Blue Note, Enja, Atavistic, Little Brother, SST und weitere Label. Von 1992 bis 1994 schrieb er Arrangements für Brian Setzer, spielte 2000 bei Bobby Bradford und war 2005 als Toningenieur am ersten Album (EP) der Formation Leviathan Brothers beteiligt. 2017 legte er das Album Patchwork vor, das er mit Vinny Golia, Steuart Liebig, Alex Cline und Ellington Peet eingespielt hatte.

## Diskographie
- Down-In/Ness (Nine Winds, 1981)
- No Reverse Duo mit Vinny Golia (Nine Winds, 1984)
- Blasto! (Nine Winds, 1987)
- Fully Engulfed (Nine Winds, 1994)
- Live at Al's Bar (pfMentum, 2003)